# Sommedieue
 Sommedieue  es una población y comuna francesa, en la región de Lorena, departamento de Mosa, en el Distrito de Verdún y cantón de Verdun-Est.

## Demografía
| 1037 | 983 | 879 | 949 | 968 | 980 |
| Para los censos de 1962 a 1999 la población legal corresponde a la población sin duplicidades (Fuente: INSEE [Consultar]) |     |     |     |     |     |